# Stranger in Moscow
A Stranger in Moscow Michael Jackson amerikai énekes ötödik kislemeze HIStory: Past, Present and Future, Book I című albumáról. 1996 augusztusában jelent meg világszerte (az Egyesült Államokban csak 1997 augusztusában). A dalt Jackson még 1993-ban írta, az ebben az évben ellene felhozott gyermekmolesztálási vádak idején, amikor a Dangerous World Tour során Moszkvában volt. Ebben az időben nagyon egyedül érezte magát, távol családjától és barátaitól, de erőt adott neki az, hogy rajongói minden este ott várták a szálloda előtt, hogy biztosítsák támogatásukról. Több zenész és kritikus szerint ez Jackson legjobb dala.

## Háttere és készítése
Lee Pinkerton a The Many Faces of Michael Jackson című könyvében azt írja, a HIStory album egyes dalai, például a Stranger in Moscow Jackson válasza magánéletének eseményeire. 1993-ban, amikor Jacksont gyermekmolesztálással vádolták, az énekes és a sajtó kapcsolata viharossá vált. Bár hivatalosan nem vádolták meg (az ügy peren kívüli megegyezéssel lezárult), a média folyamatosan foglalkozott az üggyel, és szenzációhajhász szalagcímeikkel sokat ártottak az énekes hírnevének; fizettek a Jackson bűnösségét taglaló álhírekért, közzétettek a nyomozás során kiszivárgott információkat, szándékosan a lehető legrosszabb fényképeket tették közzé Jacksonról, nem voltak képesek az objektivitásra és olyan főcímeket használtak, ami az énekes bűnösségét sugallta.
Jackson így nyilatkozott a média reakciójáról: „El kell, hogy mondjam, hogy nagyon elkeserít az, ahogy a borzasztó bulvármédia tárgyalja az ügyet. Minden létező alkalommal úgy szedték darabjaira és manipulálták a vádakat, hogy azt vonják le belőle, amit akarnak.” Az énekes nyugtatókat és fájdalomcsillapítókat kezdett szedni, hogy leküzdje a stresszt. Pár hónappal az ügy kirobbanása után Jackson már négy és fél kilót fogyott, és abbahagyta az evést. Egészsége annyira tönkrement, hogy a Dangerous World Tour hátralévő részét lemondta és szanatóriumba vonult. A klinika egész negyedik szintjét kibérelte, és intravénásan kapta a Valiumot, hogy leszoktassák a gyógyszerekről. Szóvivője elmondta a riportereknek, hogy Jackson „gondolkodni is alig bír”. A klinikán személyre szabott és csoportos terápián is részt vett.
Mikor Jackson távozott az Egyesült Államokból, hogy szanatóriumba menjen, a média továbbra sem hagyta békén. A Daily Mirror „Keresd meg Jackót!” versenyt hirdetett, és utazást lehetett nyerni Walt Disney Worldbe, ha valaki helyesen meg tudta tippelni, hol bukkan fel az énekes legközelebb. A Daily Express egy főcíme azt írta: „A gyógyszeres kezelés alatt álló sztár egész életében menekülni fog”, míg a News of the World címlapján azzal vádolták, hogy szökni akar a törvény elől. A bulvárlapok azt is állították, hogy Jackson azért ment Európába, hogy plasztikai műtétet csináltasson, ami felismerhetetlenné teszi, amire hazatér. Geraldo Rivera amerikai műsorvezető tárgyalást rendezett műsorában, melyben az esküdteket a nézőközönségből válogatta.
A Stranger in Moscow R&B stílusú lassú szám, melyet Jackson 1993-ban írt, amikor a Dangerous turnéval Moszkvában járt. Eredetileg versként írta, később szerzett hozzá zenét. A dalban Steve Lukather gitározik, billentyűn, szintetizátoron és basszusgitáron David Paich és Steve Porcaro játszik. A HIStory albumot eredetileg válogatásalbumnak szánták néhány új dallal, Jacksonnak és zenésztársainak azonban annyira megtetszett a Stranger in Moscow, hogy úgy döntöttek, az album második lemeze teljesen új stúdióalbum lesz.
Jackson orosz képvilággal és szimbolizmussal érzékelteti a félelmet és elidegenedést, hasonlóan ahhoz, ahogy később a Simply Red tette Love and the Russian Winter című albumán. Végén egy KGB-vallatótiszt beszél oroszul, ennek fordítása: „Miért jött ide Nyugatról? Vallja be! El akarja lopni a nép nagy eredményeit, amit a munkások elértek…”

## Fogadtatása
A dalt a kritikusok és zenei producerek is elismerték. James Hunter, a Rolling Stone munkatársa szerint Jackson „nyomorult, elkínzott, szenvedő, lázongó, dühös amiatt, amit a Stranger in Moscowban 'gyors, hirtelen kegyvesztésnek' nevez (…) A HIStory olyannak hat, mintha a Thriller iránti nosztalgia fűtené. Ez a visszatekintés időnként Jackson javára válik: A Stranger in Moscowban a '80-as évekbeli szintipophangzásra emlékezik, miközben a veszélyről és magányról énekel, amivel versenyre kel bármelyik seattle-i rocker fájdalmával.”
Jon Pareles, a The New York Times kritikusa szerint az albumon „a éassú dalok fényűzően dallamosak. A Stranger in Moscow fura szöveggel – például a Sztálin sírja nem hagy nyugodni – rendelkezik, és fantasztikus refrénje az egyre ismételgetett kérdés: Milyen érzés?” Fred Shuster a Daily News of Los Angelestől úgy jellemezte a dalt, hogy „telt, nagyszerű ballada mollban, ebben hallható az album legemlékezetesebb refrénje”.
Stephen Thomas Erlewine, az AllMusic munkatársa szerint a HIStory albumon „Jackson mesteri popdalai hallhatóak, köztük legjobb szerzeményeinek némelyike… a Stranger in Moscow egyik legemlékezetesebb lassú száma.” Bruce Swedien, aki sokat dolgozott már együtt Jacksonnal, ezt nevezte az énekes egyik legjobb dalának. Rod Temperton, aki korábban több dalt szerzett Jacksonnak, sintén úgy véli, ez Jackson legjobb dala.
Tom Molley, az Associated Press munkatársa szerint a dal „kísérteties, felkavaró leírása egy férfinak, akit megsebzett hirtelen zuhanása a magasból, és most a Kreml árnyékában sétál”.
Chris Willman, a Los Angeles Times újságírója szerint a Stranger in Moscow „egy lépésnyire eltávolodott az album többi dalában érezhető egyvalamire összpontosító paranoiától, és inkább a régebbi, a Billie Jeanhez hasonló dalok mélyebb, elmosódottabb rettegéséhez áll közel. Jackson úgy érzi, egyedül van és sodródik az idegborzoló, glasznoszty előtti Oroszországban, és a láthatatlan KGB vadászik rá. „Itt, elhagyatva hírnevemtől / Armageddon az agyban” – énekli komor, tömör verseiben, majd a negyedik percben a hűvösség álarca eltűnik, és az énekes vigasztalhatatlan magányáról énekel. Ebben a dalban rejlik Michael Jackson igazi zsenialitása és talán igazi személyisége is.”

## Videóklip
A dal videóklipjét Nick Brandt rendezte, és Los Angelesben forgatták. Egymástól független jelenetekben hat embert mutatnak benne, akik egy városban élnek, és a világ többi része nem vesz róluk tudomást. A klip első fele mutatja be ezeket az embereket: egy férfit, aki hálószobája ablakából nézi a várost; egy nőt, aki egyedül ül egy kávézóban; egy hajléktalant az esős utcán; egy magányos alakot, aki galambokat etet; egy fiút, akit a többiek nem engednek, hogy velük játsszon; a hatodik szereplő maga Jackson, aki a város utcáin sétálva énekel. A klip második felében zuhog az eső és az emberek sietni kezdenek, a hat idegen pedig figyeli, ahogy a többiek hiába menekülnek az eső elől, majd kimennek a szabadba, és hagyják, hogy eláztassa őket az eső.
Jackson életrajzírója, J. Randy Taraborrelli szerint a klip Jackson valódi életén alapul. Az énekes gyakran sétált egyedül éjszaka, hogy barátokat keressen, még népszerűsége csúcsán is. Az 1980-as években egyre boldogtalanabb lett. „Még otthon is magányos vagyok” – mondta egyszer Jackson. – „Néha csak ülök a szobámban és sírok. Nagyon nehéz barátokat találni… Néha sétálok a környéken éjszaka, és azt remélem, találkozom valakivel, akivel beszélgethetek, de a végén megint otthon kötök ki.”

## Fellépések
Jackson először a HIStory turnén adta elő a dalt; itt volt első és utolsó fellépése vele. A tervek szerint előadta volna a This Is It koncertsorozaton is, melyre az énekes váratlan halála miatt nem került sor.

## Feldolgozások
- A Transformer di Roboter német együttes 2002. január 1-jén közzétette a dal feldolgozását MySpace-oldalán. A dalban az egyik hangszert az Apple Macintosh indulásakor hallható rendszerhang helyettesíti.
- A brit Leona Lewis előadta a dalt Jackson emlékére rendezett "Michael Forever – The Tribute Concert" emlékkoncerten.
- Kevin Parker 2014. március 12-én megjelentette a dalt saját feldolgozásukban az ausztrál pszichedelikus rockbandájával a Tame Impalával, mely hallható volt a SoundCloudon.[27]

## Dallista
| CD maxi kislemez (USA) 1. Stranger in Moscow (Tee’s Radio Mix) – 4:21 2. Stranger in Moscow (Charles Roane’s Full R&B Mix) – 4:30 3. Stranger in Moscow (Hani’s Num Radio Mix) – 3:50 4. Stranger in Moscow (Tee’s In-House Club Mix) – 6:54 5. Stranger in Moscow (Basement Boys 12" Club Mix) – 8:18 6. Stranger in Moscow (Hani’s Extended Chill Hop Mix) – 6:05 7. Off the Wall (Junior Vasquez Mix) – 5:15 CD maxi kislemez (Ausztria) 1. Stranger in Moscow – 5:44 2. Stranger in Moscow (Hani’s Extended Chilli Hop Mix) – 6:06 3. Stranger in Moscow (Hani’s Num Club Mix) – 10:20 4. Stranger in Moscow (Basement Boys’ Radio Mix) – 4:06 5. Stranger in Moscow (Spensane Vocal Mix [R&B]) – 4:48 6. Stranger in Moscow (12" Dance Club Mix) – 8:18 | CD kislemez 1. Stranger in Moscow (radio edit) – 4:05 2. Stranger in Moscow (Tee’s Radio Mix) – 4:21 3. Stranger in Moscow (Charles Roane’s Full R&B Mix) – 4:30 4. Stranger in Moscow (Tee’s Light AC Mix) – 4:24 5. Stranger in Moscow (album version) – 5:44 Visionary kislemez - CD oldal 1. Stranger in Moscow (album edit) – 5:22 2. Stranger in Moscow (Tee’s In-House Club Mix) – 6:54 - DVD oldal 1. Stranger in Moscow (videóklip) – 5:32 2. Így készült a Stranger in Moscow (rövid) 3. Így készült a Stranger in Moscow (hosszú) |

## Közreműködők
- Michael Jackson (zene, szöveg, producer, ének, háttérvokálok)
- Steve Lukather (gitár)
- David Paich (billentyűk, szintetizátor, basszusgitár)
- Steve Porcaro (billentyűk, szintetizátor)[15]

## Slágerlista
| Slágerlista (1996–1998)              | Legjobb helyezések |
| ------------------------------------ | ------------------ |
| Ausztrália (ARIA)                    | 14                 |
| Ausztria (Ö3 Austria Top 40)         | 7                  |
| Belgium (Ultratop 50 Flanders)       | 25                 |
| Belgium (Ultratop 50 Wallonia)       | 21                 |
| Czech Republic (IFPI CR)             | 1                  |
| Denmark (IFPI)                       | 8                  |
| Finnország (Singlet Top 20)          | 14                 |
| Franciaország (Single Top 100)       | 18                 |
| Németország (Media Control Charts)   | 21                 |
| Hungary (Mahasz)                     | 6                  |
| Iceland (Íslenski Listinn Topp 40)   | 24                 |
| Ireland (IRMA)                       | 13                 |
| Italy (Hit Parade Italia)            | 1                  |
| Hollandia (Top 40)                   | 9                  |
| Hollandia (Single Top 100)           | 6                  |
| New Zealand (Recorded Music NZ)      | 6                  |
| Poland (LP3)                         | 26                 |
| Scotland (Official Charts Company)   | 7                  |
| Spain (AFYVE)                        | 1                  |
| Svédország (Sverigetopplistan)       | 21                 |
| Switzerland (Schweizer Hitparade)    | 5                  |
| UK (Official Charts Company)         | 4                  |
| US Billboard Hot 100                 | 91                 |
| US Hot R&B/Hip-Hop Songs (Billboard) | 50                 |

| Slágerlista (2006)           | Legjobb helyezések |
| ---------------------------- | ------------------ |
| Olaszország (FIMI)           | 8                  |
| Hollandia (Single Top 100)   | 41                 |
| Spanyolország (PROMUSICAE)   | 1                  |
| Svájc (Schweizer Hitparade)  | 43                 |
| UK (Official Charts Company) | 22                 |

| Slágerlista (2009)                | Legjobb helyezések |
| --------------------------------- | ------------------ |
| Hollandia (Single Top 100)        | 48                 |
| Switzerland (Schweizer Hitparade) | 75                 |
| UK (Official Charts Company)      | 91                 |

## Külső hivatkozások
- Campbell, Lisa. Michael Jackson: The King of Pops Darkest Hour. Branden (1995). ISBN 0828320039
- George, Nelson (2004). Michael Jackson: The Ultimate Collection. Sony BMG.
- Pinkerton, Lee. The Many Faces of Michael Jackson. Music Sales Distribution (1998). ISBN 0711967830
- Taraborrelli, J. Randy. The Magic and the Madness. Terra Alta, WV: Headline (2004). ISBN 0-330-42005-4